# Intoxicação por mercúrio
A contaminação por mercúrio é um tipo de intoxicação de humanos e animais, causada pela exposição à forma metálica e gasosa desse elemento químico, seja por meio direto ou indireto. O uso deste elemento em atividades humanas, de forma pouco cautelosa e em grandes concentrações, é considerado um impacto ambiental que resulta em danos ao ambiente e à saúde de organismos vivos.
Os sintomas da contaminação por mercúrio dependem do tipo, dose, método e duração da exposição, causando danos ao sistema nervoso, neurológico e respiratório. Tais sintomas podem incluir diarréia, fraqueza muscular, dificuldade de coordenação motora, dormência nas mãos e pés, erupções da pele, ansiedade, problemas de memória, problemas na fala, problemas de audição ou dificuldade para enxergar.
O alto nível de exposição ao metilmercúrio é conhecido como doença de Minamata.
A detecção de níveis elevados de mercúrio no organismo é feita por meio de exames de sangue, urina e cabelo, além de radiografias.

## Causas
As atividades humanas estão diretamente relacionadas à elevação da concentração de mercúrio em organismos vivos.
As formas de exposição ao mercúrio incluem:
- forma inorgânica: o metal, seu vapor ou sais;
- forma orgânica: quando o mercúrio se liga a uma molécula contendo carbono (metil mercúrio e similares).

A exposição à forma orgânica ocorre principalmente pela ingestão de peixes e frutos do mar contaminados; já a contaminação por forma inorgânica ocorre por meio de amálgama de obturações dentárias, pela queima de carvão e pela mineração, sobretudo de ouro.

### Contaminação pela forma inorgânica

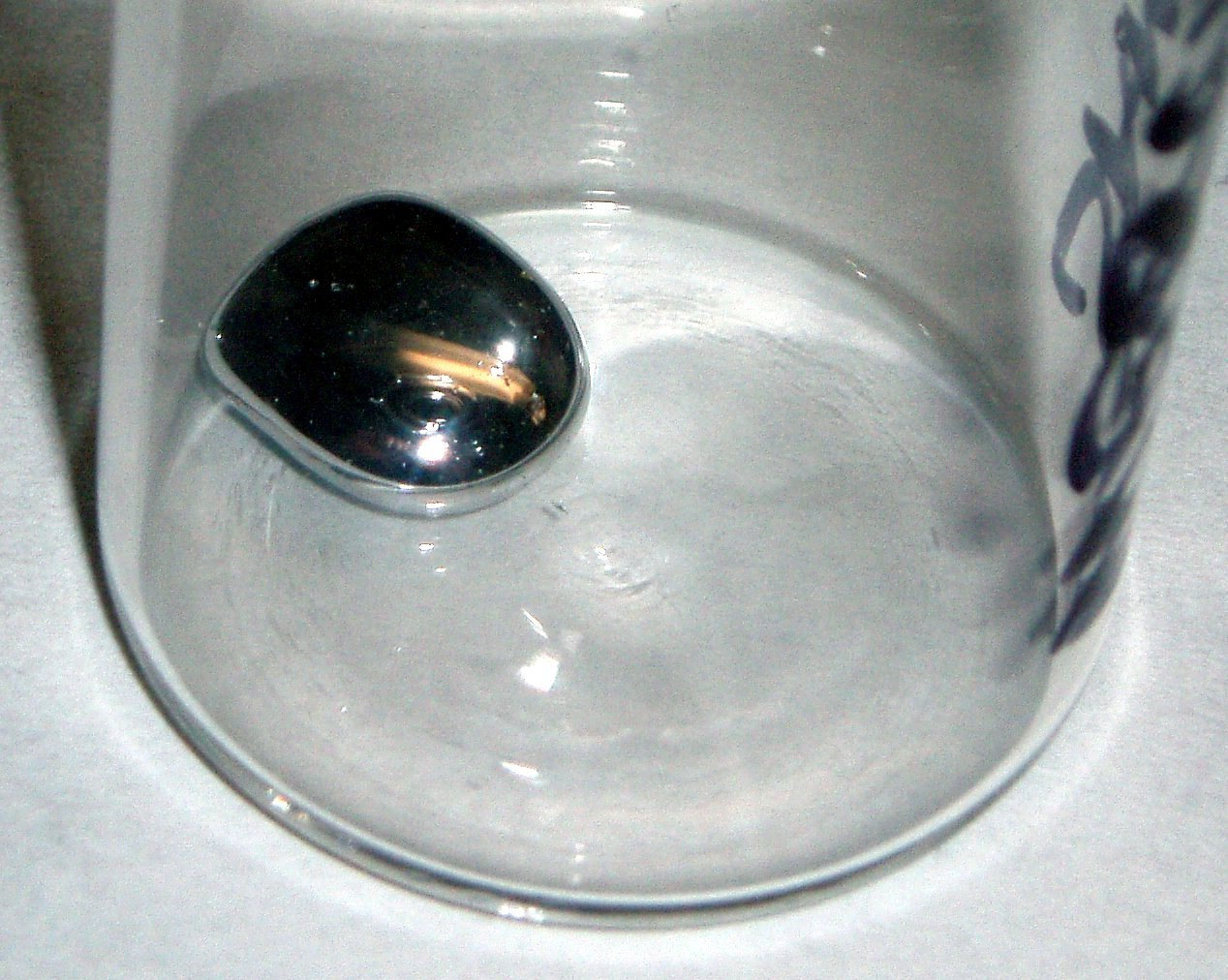
Forma metálica de mercúrio, usada na amálgama de ouro.

A exposição ao mercúrio ocorre de forma direta por dois meios: pelo contato da forma metálica e pela inalação de seu vapor.
O contato com forma metálica é mais comum em processos de mineração de ouro, estabelecida em garimpos, com cunho artesanal (rudimentar ou mecanizado). Neste caso, o mercúrio é utilizado pela capacidade de unir e amalgamar partículas minúsculas de ouro de forma mais rápida, separando-as dos grãos de areia e argila que são dragados do fundo de córregos ou escavados do solo. Os resíduos desse processo são despejados nos rios ou no solo.
Na mineração de ouro ainda é comum o aquecimento de mercúrio, para que seja finalmente separado do ouro. Este processo pode ser feito com um maçarico. O mercúrio se liquifica a temperaturas menores que o ouro, e em seguida se transforma em vapor.
Estes vapores são mais pesados que o ar e não têm odor: isso permite que o mercúrio se acumule de forma indetectável em áreas pouco ventiladas. Em áreas abertas, o vapor se dispersa na atmosfera. Uma vez inalado em grandes quantidades, o mercúrio pode se dissolver no sangue ou atacar as membranas eritrócitas e, então, se espalhar pelo corpo e facilmente ultrapassar a barreira hematoencefálica e a placenta (neste caso, se instalando no sistema neurológico do bebê).
Fora do cenário da mineração, o contato com o mercúrio também pode ocorrer pela queima industrial de carvão (e eliminação de vapores por chaminés industriais), e pelo contato ou eliminação inadequada de objetos com mercúrio como lâmpadas fluorescentes, termômetros, barômetros, esfingmomanómetros, tintas, cosméticos e reagentes químicos.
Quase nunca a fonte de mercúrio é via medicamento, amálgama de mercúrio em restaurações dentais ou vacina, pois etilmercúrio é eliminado do organismo em poucos dias (meia-vida 7 a 10 dias).

### Contaminação pela forma orgânica
O consumo de peixes e frutos do mar são a principal fonte de contaminação indireta por humanos e animais carnívoros. Como o mercúrio não é biodegradável, vai se acumulando nos corpos de organismos e transferido cada vez mais acima na cadeia alimentar, por bioacumulação. Logo, animais que se alimentam de peixes podem se contaminar com o mercúrio presente nesses indivíduos, transferindo-o para humanos quando são consumidos (magnificação trófica). Em peixes, aqueles mais acima na cadeia alimentar têm, geralmente, níveis mais elevados de mercúrio.

Até plantas e animais herbívoros podem ser afetados devido a bioconcentração de mercúrio na água do mar, na água doce, em sedimentos e na atmosfera, mas em um grau cem vezes menor que peixes carnívoros. 

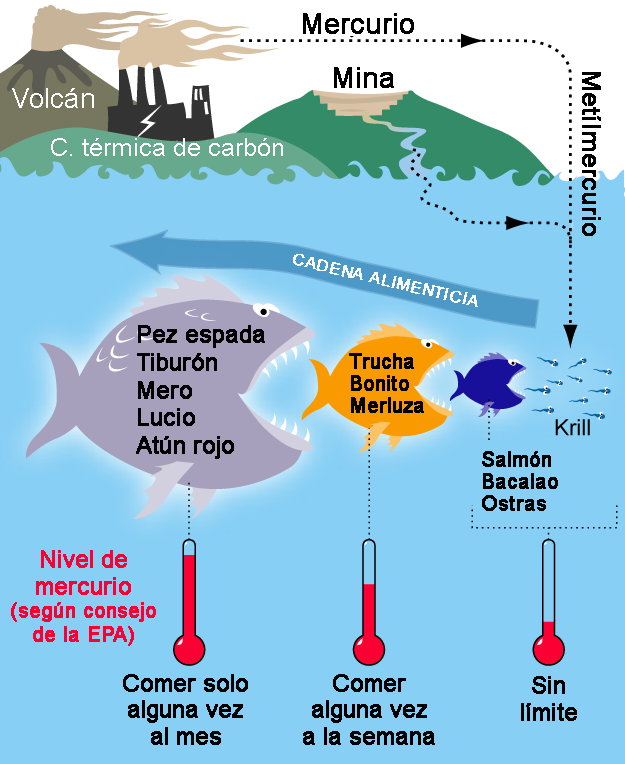
Ciclo do mercúrio. Peixes carnívoros são os que tem mais mercúrio, pois acumulam o mercúrio dos animais menores.(imagem em espanhol)

Os peixes com mais concentração de mercúrio e que devem ser consumidos menos de uma vez por mês e evitados por grávidas e lactantes são:
- Cavala (rei ou espanhola);
- Marlim;
- Peixe-relógio;
- Tubarão;
- Peixe-espada;
- Pirá;
- Atum;
- Anchova;
- Garoupa;
- Achigã.

## Sintomas
Os efeitos tóxicos incluem danos ao cérebro, rins e pulmões. Os sintomas dependem da forma de exposição e do derivado. A contaminação por mercúrio pode resultar em várias doenças, incluindo acrodinia (doença rosa), a síndrome de Hunter e a doença de Minamata.
A exposição aos vapores de mercúrio pode resultar em reações alérgicas rápidas sobretudo no sistema respiratório, que se manifestam em poucas horas após o evento.
No caso da inalação de compostos inorgânicos, os sintomas podem incluir:
- Pneumatite (inflamação dos pulmões, brônquios e alvéolos);
- Falta de ar;
- Tosse e dor no peito;
- Náusea;
- Diarréia;
- Falência renal;
- Taquicardia;

- Alterações de humor, como nervosismo e irritabilidade;
- Insônia;
- Dor de cabeça;
- Sensações anormais;
- Contrações musculares;
- Tremores;
- Fraqueza,
- Atrofia muscular,
- Redução das funções cognitivas (memória, percepção, aprendizagem...).

No caso de consumo de peixes e frutos do mar contaminados, os sintomas incluem:
- Perda parcial da visão periférica;
- Sensações de ardor ou agulhadas nos dedos, nariz e da boca;
- Perda da coordenação motora;
- Fraqueza muscular (astenia);
- Distúrbios da fala e audição;
- Redução das funções cognitivas (memória, percepção, aprendizagem...)

A exposição ao metilmercúrio, em crianças, pode resultar em acrodinia (ou doença cor-de-rosa), em que a pele torna-se cor-de-rosa e com descamações. As complicações a longo prazo podem incluir problemas renais e diminuição das funções cognitivas. Os efeitos de longo prazo para uma dose baixa de exposição ao metilmercúrio não são claros.

## Diagnóstico
Pode ser feito por sangue e urina para intoxicações recentes ou no cabelo para intoxicações ao longo dos meses. Um nível normal de mercúrio é inferior a 10 ug/L (microgramas/litro) e menos do que 20 ug/L em urina. A concentração de mercúrio no plasma e hemácias podem diferenciar o tipo de mercúrio, pois o mercúrio orgânico nas hemácias é cerca de 20 vezes do que no plasma e a concentração de mercúrio inorgânico é apenas cerca de duas vezes mais, no máximo, do que a encontrada no plasma.

## Epidemiologia
Estima-se que na região mineradora da Amazônia cerca de 1,7% (17 a cada 1000) nascidos em regiões pescadoras sofrem problemas cognitivos por intoxicação de mercúrio. Rios de água negra, como o Rio Negro, já apresentam naturalmente elevados valores de mercúrio em suas águas que são somados aos dejetos industriais e aumentam o risco da população local. Na baía de Sepetiba (RJ), onde se despejam mais de 200 kg/ano de mercúrio, concentrações elevadas de  foram encontradas em peixes coletados nas suas regiões distantes, como a baía de Ilha Grande.

## Tratamento
A quelação para o envenenamento por mercúrio inorgânico aguda pode ser feita com ácido dimercaptosuccínico (DMSA), DMPS (DMPS), D-penicilamina (DPCN) ou dimercaprol (BAL). Só DMSA é aprovado pelo FDA para usar em crianças para o tratamento de intoxicação por mercúrio. No entanto, vários estudos não encontraram nenhum benefício clínico resulta do tratamento DMSA para o envenenamento devido ao vapor de mercúrio. Quelação inadequada com EDTA pode ser fatal a crianças.
Ácido α-lipóico (ALA) protegeu contra o envenenamento com mercúrio aguda em várias espécies de mamíferos quando foi administrado imediatamente após a exposição, mas a dosagem correta é necessária, pois dosagens inadequadas aumentam a toxicidade. Resultados sobre sua eficiência como quelante em estudos feitos em ratos têm sido contraditórios.

## Prognóstico
Muitos dos efeitos tóxicos do mercúrio são parcialmente ou totalmente reversíveis, quer através de uma quelação ou através da eliminação natural da exposição de metal, após muitos meses sem consumi-lo. No entanto, a exposição prolongada ou a altas concentrações pode causar danos irreversíveis, em especial em fetos, lactentes e crianças pequenas.
Além disso, podem surgir doenças crônicas como fibrose pulmonar e insuficiência renal. Outras doenças neurológicas crônicas são o eretismo, tremores e disfunções motoras e cognitivas.

## Prevenção
A prevenção inclui uma dieta baixa em mercúrio, sua remoção em tratamentos médicos, sua substituição em certos dispositivos, o descarte correto de resíduos e a redução ou interrupção de seu uso na mineração. Em pacientes com intoxicação aguda a partir de sais inorgânicos de mercúrio, a quelação com ácido imercaptosuccinico (DMSA) ou dimercaptopropano sulfonato de sódio (DMPS) parece ter bons resultados se realizada dentro de poucas horas após a exposição. Quelante para aqueles com exposição a longo prazo não têm benefício claro. Em certas comunidades que sobrevivem da pesca, taxas de envenenamento por mercúrio entre as crianças têm sido tão altas como de 1,7 por 100.